# José Garcia Tella
 (avril 2021).
Pour les articles homonymes, voir José García (homonymie) et García.
José Garcia Tella (1906-1983) est un peintre espagnol.

## Biographie
José Garcia Tella naît à Madrid le 8 mai 1906, jeunesse laborieuse, Il travaille chez Eastman Kodak jusqu'à l'âge de 30 ans et se destine à la carrière cinématographique comme auteur et réalisateur, lorsque la guerre éclate, le 18 juillet 1936.
Volontaire dans l'armée républicaine, il combat sur le front de Madrid et réalise une série de courts métrages pour le gouvernement républicain. Il écrit dans les tranchées sa première pièce Tormenta jouée au théâtre de la Zarzuela à Madrid en 1937. Il collabore aussi à diverses publications libertaires telles que Castilla libre et Umbral. En 1938, il rejoint le front d'Aragon comme « Miliciano de la Cultura » (alphabétisation des paysans).
Après la défaite en 1939, il se replie en France avec l'armée de Catalogne. Interné 8 mois à Barcarès, puis à la 42e Compagnie du travail à Brienne-le-Château, il s'évade et devient ouvrier dans une usine du Havre. La France envahie, il est déporté à Brême d'où il s'échappe en 1942 pour se réfugier à Paris, où il exerce dans la clandestinité les métiers les plus divers jusqu'à la Libération.
Passionné d'art et de littérature, il fonde en 1945 une revue d'art espagnol Galeria, bientôt victime de la censure. Poursuivi par un besoin de s'exprimer, il peint sa première toile en 1948 à 42 ans, une Sainte Cène, où les Apôtres dévorent le corps du Christ avec une foi gloutonne. Il participe la même année à l'exposition du Foyer de l'Art Brut.
Présenté à Henri-Pierre Roché, grand collectionneur et critique avisé, il recevra de lui jusqu'à sa mort en 1959, conseils, aides, et encouragements. En 1951, ses œuvres sont présentées chez Jeanne Bucher à Paris. Plus tard, sa participation au Salon d'art Sacré, son exposition au Musée d'art moderne Evolution, et sa participation à l'École de Paris sont remarquées. Durant sa collaboration avec le peintre de 1948 à 1958, Roché aura acquis pas moins de 165 huiles de l'artiste.
En février 1960, il rencontre Michel Migraine, qui lui organise une exposition au Havre, Galerie Giotto, puis à Paris, Galerie Mady Bonnard. Successivement à partir de 1961 et jusqu'à sa mort en 1983, il expose au Havre, Cherbourg, Paris à la Galerie de l'Atelier Maître Albert et la Galerie 3 + 2.
Par la suite, Tella expose à la Galerie Drevet, la Maison d'Espagne ou la Galerie Jean-Claude Riedel. Michel Louis a souvent rendu hommage à l'œuvre de l'artiste dans son spectacle Le prétexte. Le peintre fut également l'invité de différents Salons tels que le Salon de l'art libre, le Salon Populiste, le Salon des surindépendants, le Salon des artistes français et le Salon de mai. Son œuvre est présente dans de nombreuses collections particulières en Europe, en Amérique ou au Japon. Les musées de Mexico, Genève, Alcazar de San Juan (Espagne), Musée Reina Sofia (Madrid-Espagne) possèdent des huiles de l'artiste.

## Expositions

### Expositions individuelles
- 1951 : Galerie Jeanne Bucher (Paris. 14 au 30 juin)
- 1960 : Galerie Giotto (Le Havre. mars - avril)
- 1960 : Galerie Mady Bonnard (Paris. 26 novembre au 16 décembre)
- 1961 : Galerie Giotto (Le Havre. février)
- 1961 : Galerie du casino de l’amirauté (Cherbourg. avril)
- 1963 : Galerie du casino de l’amirauté (Cherbourg. 6 avril au 28 avril)
- 1963 : Galerie de l’atelier Maître Albert (Paris. 3 mai au 1er juin)
- 1964 : Galerie Giotto (Le Havre. avril)
- 1966 : Galerie 3+2 (Paris. 4 octobre au  25 octobre)
- 1969 : Galerie Chantepierre (Aubonne, Suisse. 7 juin au 1er septembre)
- 1975 : Galerie Drevet « La porte étroite » (Paris. 3 décembre au 30 janvier 76)
- 1979 : Galerie Jean-Claude Riedel (Paris. 15 mars au 15 avril)
- 1984 : Galerie Jean-Claude Riedel « hommage à Garcia Tella » (Paris. 22 mars au  22 avril)
- 1985 : Galerie Jean-Claude Riedel « œuvres des années 60 » (Paris. 18 avril au 8 mai)
- 1993 : Galerie Jean-Claude Riedel « hommage à Garcia Tella » (Paris. 14 octobre au 17 novembre)
- 2004 : Galerie Jean-Claude Riedel « collages de Garcia Tella » (Paris. 18 au 30 novembre)
- 2013 : Galerie Jean-Claude Riedel (Paris. 1er mai au 30 juin)
- 2019 : Exposition « À la découverte de Garcia Tella » (Sainte Mesme. 15 au 17 novembre - Ablis. 22 au 24 novembre)
- 2023-2024 : Exposition « José García Tella au travers de ses archives personnelles » Bibliothèque et centre de documentation, Museo Reina Sofía (MNCARS)-(Madrid du 27 octobre 2023 au 9 février 2024 - Commissaire de l'exposition: Inmaculada Real López)
- 2024 : Exposition José Garcia TELLA - Office de tourisme de Dourdan (Dourdan du 8 au 14 avril 2024)

### Expositions collectives
- 1948 : Foyer de l’Art Brut (Paris. Septembre)
- 1951 : 1er Salon d’Art Sacré (Paris. 2 mai)
- 1951 : Galerie la pergola à la « Coupole » (Montparnasse, Paris. juillet)
- 1953 : Galerie Nina Dausset « Panorama de la peinture naïve d’aujourd’hui » (Paris. mars/avril)
- 1953 : 3e Salon d’Art Sacré (Paris. octobre)
- 1953 : 3e Exposition de peintures et sculptures (office du tourisme espagnol, Paris. octobre)
- 1955 : « Evolution » musée d’art moderne (Paris. janvier) - « Hommage a Antonio Machado » (Paris.février)
- 1955 : Galerie Charpentier « École de Paris », R. Nacenta (Paris. octobre)
- 1956 : Salon Populiste (Paris) - Salon de l’Art Libre (Paris)
- 1956 : « Instinct » organisé par Romi, chez André Pouget  Paris. 25 juin au 20 juillet)
- 1958 : Galerie des Cloys - Galerie Solange Torré (Paris)
- 1959 : Galerie Riquelme (Paris) - Salon des Artistes Français (Paris)
- 1959 : Salon des Artistes Surindépendants (Paris) - Salon des Artistes Français (Paris)
- 1959 : Galerie Mady Bonnard, Exposition du peintre Corin (Paris. décembre 1960-janvier 1961)
- 1965 : Salon des Artistes Français (Paris. mai)
- 1966 : Salon des Artistes Surindépendants (janvier) - Salon des Artistes Français (Paris, juin)
- 1967 : Exposition du musée de Josita Hernan (Alcazar de San Juan, Espagne. novembre)
- 1969 : Galerie du « casino de l’amirauté », « Exposition Tella-Massol » (Cherbourg. juillet)
- 1970 : Salon des Artistes Français (Paris. mai)
- 1971 : Galerie du « casino de l’amirauté" », « Exposition Tella-Massol » (Cherbourg. août)
- 1972 : Salon des Artistes Français avec le groupe Nocturne « thème Nocturnes » (Paris. mai)
- 1973 : Galerie du « casino de l’amirauté" », « Exposition Massol-Tella » (Cherbourg. septembre)
- 1975 : Galería 93 rue st-Honoré « Peintres Espagnols-hommage à Miguel Hernandez » (Paris. avril-mai)
- 1977 : Galerie du « casino de l’amirauté" », « Exposition Prestige » (Cherbourg. 6 au 28 août)
- 1978 : Bibliothèque espagnole "Exposition" Six peintres et un sculpteur" Paris. janvier)
- 1978 : Maison d'Espagne (Paris. juin-juillet)
- 1978 : Maison d'Espagne « Hommage à Goya » (Paris. décembre 1978-janvier 1979)
- 1979 : Maison d'Espagne « Exposition », « Le sang de l’Espagne » (Paris. mars-avril)
- 1980 : Maison d'Espagne « Vétérans et Jeunes Artistes Espagnols » (Paris. novembre-décembre)
- 1999 : Galerie Jean-Claude Riedel « hommage à Henri-Pierre Roché » (Paris. 18 mai au 4 juin)
- 2015 : Centre d'art contemporain de l'abbaye d'Auberive (Auberive. juin-septembre)
- 2018-2019 : Museo Reina Sofía « Exposition », «París pese a todo. Artistas extranjeros, 1944-1968 » (Madrid 20 novembre 2018 au 22 avril 2019)
- 2019-2020  – Exposition « 1939. Exilio Republicano Español » –  Ministère de la justice d’Espagne – Madrid (Madrid du 4 décembre 2019 au 31 janvier 2020 puis prolongation jusqu'au 29 février 2020)
- 2022-2023 – Exposition : Comme une machine à coudre dans un champ de blé. La psychiatrie de Francesco Tosquelles
- 2022 : Centre de Cultura Contemporània de Barcelona (CCCB) : 7 avril – 28 août
- 2023 : Museo Nacional Centro de Arte Reina Sofia (MNCARS): 27 septembre 2022 – 27 mars

### Sources
- Henri-Pierre Roché, Ecrits sur l'art, Marseille, éditions André DIMANCHE, 1998, 435 p. (ISBN 978-2-86916-069-9)
- Scarlett Reliquet et Philippe Reliquet (préf. Stéphane Hessel), Henri-Pierre Roché : l'enchanteur collectionneur, Paris, Ramsay, 1999, 370 p. (ISBN 978-2-84114-388-7)
- Charles Tella "Tella, un témoin à l'œil aigu"  - 143 rep dont 124 couleurs (Paris, autoédition, décembre 2013) [2]
- Inmaculada Real López, "La critica de Arte Española en exilio Francés" La revista Galeria", Valence, Tirant Humanidades, mars 2020, 240 pages. (ISBN 978-84-18155-34-5)
- Inmaculada Real López, " Goya. Valor y símbolo del exilio republicano español ", Gijón, Trea S.L, mars 2022, 192 pages.  (ISBN 978-84-18932-56-4)
- Inmaculada Real López, " Catalogue raisonné de José Garcia Tella ", Gijón, Trea S.L, mars 2022, 234 pages (biographie) + oeuvres en numérique  (ISBN 978-84-18932-36-6)
- Amanda Herold-Marme, " Des artistes espagnols à Paris . Identités et engagements face à la guerre civile " (Paris, édition CTHS, décembre 2024) 379 pages.  (ISBN 978-2-7355-0973-7)